# Rawkfist
Rawkfist war eine Symphonic-Metal-Band aus Schwabach in Mittelfranken.

## Geschichte
Die Band wurde 2006 gegründet und sammelte anschließend erste Liveerfahrungen im süddeutschen Raum. 2007 veröffentlichten die Fünf ihr Debütalbum Stories mit zehn stilistisch abwechslungsreichen Songs. Die in Eigenregie produzierte und vertriebene CD verkaufte sich innerhalb kurzer Zeit über 500 mal. 2009 veröffentlichten Rawkfist ihr zweites Album, Gardens of Elysia, über Danse Macabre. Ab Dezember 2009 war die Band bei Black Bards Entertainment unter Vertrag. Es wurden Auftritte im gesamten Bundesgebiet und angrenzenden Ländern absolviert. Eines der Highlights des Jahres 2009 war der Auftritt auf dem Wave-Gotik-Treffen in Leipzig. Das dritte Album, Chryseus, wurde Ende 2010 aufgenommen. Mix und Mastering übernahm diesmal Olaf Reitmeier (Gate Studio, Wolfsburg). Es wurde am 4. März 2011 über Black Bards Entertainment veröffentlicht. Am 3. August 2011 trennte sich die Band wegen interner Schwierigkeiten.
Seit November 2011 gibt es das Nachfolgeprojekt der Sängerin Sabine unter dem Namen Xiphea mit neuer Besetzung.  Seit Januar 2015 gibt es das neue Projekt Visionatica von Ex-Rawkfist Gitarrist Manuel.

## Diskografie
Alben
- 2007: Stories (Eigenproduktion)
- 2009: Gardens of Elysia (Danse Macabre)
- 2011: Chryseus (Black Bards)